# Аранський економічний район

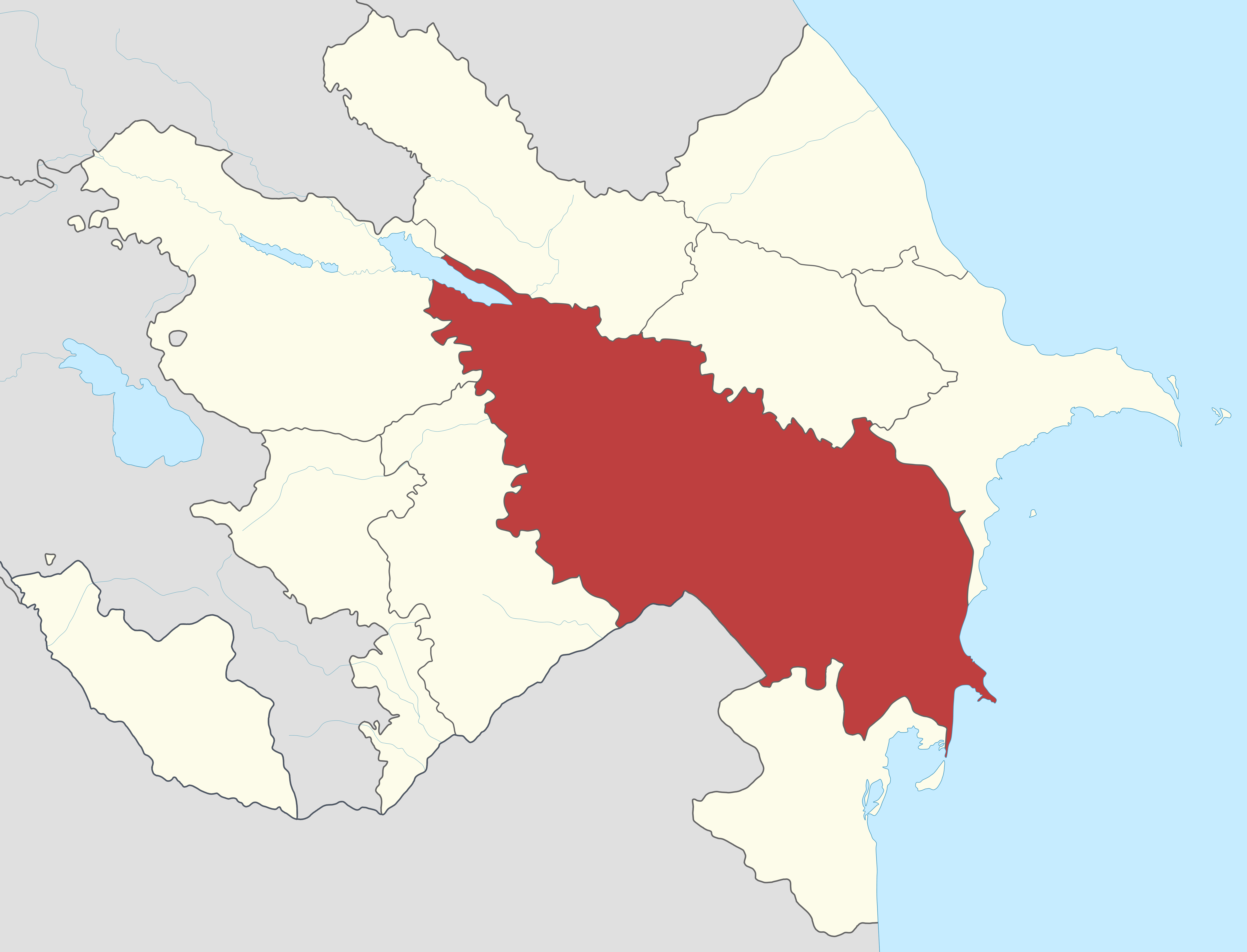
Аранський економічний район

Аранський економічний район (азерб. Aran iqtisadi rayonu) — один з 10 економічних районів Азербайджану. Включає 16 адміністративних районів (Агджабединський, Агдаський, Бейлаґанський, Бардинський, Білясуварський, Гейчайський, Аджикабульський, Імішлінський, Кюрдамирський, Нефтечалинський, Саатлинський, Сабірабадський, Сальянський, Уджарський, Зердабський) і 18 міст (основні Ширван, Мінгечаур і Євлах)

## Географія
Площа 21 150 км2 становить 24,7 % загальної площі республіки. Населення — 1936,0 тис. осіб на початок 2015 року, становило 20,5 % загального населення країни.
Для району характерний сухий субтропічний клімат.

## Промисловість
Видобуток: нафта, газ, йодо-бромні води, різні будматеріали (камінь-кубик, пісок, щебінь).
Основними природними ресурсами цього економічного регіону є сонячна енергія і водні ресурси річок Кури і Араза.

### Виробництво
Промисловість зосереджена головним чином на південному сході і північному заході району. Основу промисловості становлять підприємства хімічної, машинобудівної, легкої, харчової галузей і галузі виробництва будівельних матеріалів.
1. Підприємства хімічної промисловості діють у містах Мінгечаур, Сальяни і Нефтечала. У Сальянах діє завод пластмаси, а в Нефтечалі — йодо-бромний завод.
2. Центрами машинобудування району є Мінгечаур, Ширван, Сальяни.
3. Легка промисловість: у всіх адміністративних районах даного економічного району діють підприємства харчової промисловості. У ряді міст району діють бавовноочисні заводи, а також фабрика з виробництва бавовняних тканин (Мінгечаур), первинної обробки вовни (Євлах), завод штучної шкіри (Ширван), килимарства (Аджикабул).
4. Харчова промисловість району базується на виробництві та переробці сільськогосподарської продукції — овочів і фруктів (Сабірабад[ru]), вина і коньяку (Гейчай), рибних консервів (Нефтчала), м'яса і молока, тваринництва і зернових продуктів.
5. Однією з найрозвиненіших галузей промисловості є електроенергетика. 60 % всієї виробленої в Азербайджані електричної енергії припадає на частку двох мінгечаурських електростанцій.

### Сільське господарство
Зрошувальне землеробство є основою сільського господарства. Для зрошення посівних земель з Мінгечаурського водосховища було проведено Верхньоширванський і Верхньокарабаський канали. Встановлена мережа дренажних колекторів (Головний Ширванський, Мильський, Мугань-Сальянський колектори) використовується для промивання засолених ґрунтів. До спеціалізованих галузей сільського господарства належать бавовництво, хліборобство, виноградарство, субтропічне плодівництво, баштанництво і рибництво. Більше 9 % виробленої в Азербайджані бавовни припадає на цей економічний район. Також у районі вирощується картопля і цукрові буряки.

## Інфраструктура

### Транспортна інфраструктура
Через територію району проходять транспортні лінії, що з'єднують Баку з основними економічними районами, Грузією, Іраном і Туреччиною. Останнім часом спостерігається тенденція до збільшення кількості міжнародних перевезень, що підвищило значимість цих транспортних шляхів.
У районі діє аеропорт Євлах.